# Mike Duda
Michael James Duda, noto come Mike Duda (East Haven, ...), è un bassista statunitense di genere heavy metal, attuale membro della band heavy metal W.A.S.P..
Mike entrò negli W.A.S.P. nel 1995 grazie a Chris Holmes che ne consigliò l'ingaggio a Blackie Lawless.

## Discografia
- Kill Fuck Die
- Double Live Assassins (live)
- Helldorado
- Unholy Terror
- Dying for the World
- The Neon God part 1 - The Rise
- The Neon God part 2 - The Demise
- The Sting  (live)
- Dominator
- Babylon
- Golgotha
- ReIdolized (The Soundtrack to the Crimson Idol) (ri-registrazione)